# Otto Schneider (Komponist)
Otto Schneider (* 19. Juni 1912 in Markt Piesting; † 1. April 1991 in Wiener Neustadt) war ein österreichischer Komponist, Musikpädagoge und Musikwissenschaftler.

## Leben und Werk
Otto Schneider studierte ab 1933 am Neuen Wiener Konservatorium und ab 1936 bei Josef Lechthaler (Klavier, Orgel, Dirigieren, Komposition) und Ferdinand Grossmann an der Akademie für Musik und darstellende Kunst in Wien.
Otto Schneider gründete 1949 eine Musikschule in Piesting. Seit 1956 wirkte er als Lehrer für Musiktheorie und Klavier an der Musikschule Wiener Neustadt. 1964 wurde er hier zum Professor ernannt. Daneben war er Mitarbeiter der Stiftung Mozarteum Salzburg und beschäftigte sich mit einer umfassenden Mozartbibliographie für den Zeitraum 1791 bis 1970. Neben zahlreichen Aufsätzen veröffentlichte er Mozart in Wirklichkeit (Musikalische Quellenbücher III, Wien 1955) und das Mozart Handbuch (zusammen mit A. Algatzky, Wien 1962).
Otto Schneiders Kompositionen umfassen Orchesterwerke wie das Konzert für Orchester (1964), Musik für kleines Orchester (1970), Konzert für Pauke und Streichquartette (1973). Er schrieb auch Kammermusik wie seine zwei Streichquartette (1944, 1966), ein Holzbläserquartett (1967), das Trio für Altflöte, Viola und Violoncello (1969), die Suite für Oboe und Klavier (1970) und Vokalwerke wie die fünf Gesänge für vierstimmig gemischten Chor a cappella (1972) und drei Notturni für Bariton, Horn und Klaviere (1973).